# Степова
Степовá (крим. Stepna) — річка в Україні, на Кримському півострові, права притока Мирнівки (басейн Азовського моря).

## Опис
Довжина річки 12 км, площа басейну водозбору 85,4 км². Річка повністю каналізована.

## Розташування
Річка бере початок на північно-східній околиці села Арбузівки (до 1948 року — Каранку́т Німе́цький, крим. Nemse Qaranğut) . Тече переважно на північний схід через Ближньогородське (крим. Blijnegorodskoye) , Озерне (до 1945 року — Узун-Сакал, крим. Uzun Saqal) , Новостепове (до 1945 року — Новий Джанкой, Ново-Джанкой, крим. Yañı Canköy)  та Джанкой (крим. Canköy). Біля села Ізумркудне (крим. İzumrudnoye)  впадає у річку Мирнівку, притоку озера Сиваш.
Населені пункти вздовж берегової смуги: Костянтинівка (крим. Konstantinovka).

## Цікаві факти
- Між селами Арбузівка та Ближньогородське річку перетинає залізниця. Від витоку річки на відстані приблизно 2,51 км розташована станція Відрадна.
- У селі Ближньогородське річку перетинає автошлях міжнародного значення М18E105 (Харків — Сімферополь — Алушта — Ялта).